# Penthimia apicata
Penthimia apicata är en insektsart som beskrevs av Bierman 1910. Penthimia apicata ingår i släktet Penthimia och familjen dvärgstritar. Inga underarter finns listade i Catalogue of Life.